# Сражение у реки Фасис

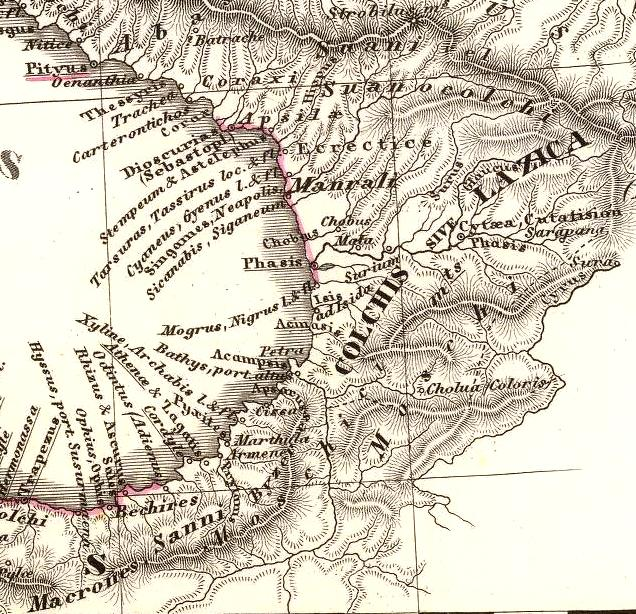
Карта. Колхида и Лазика

Сражение у реки Фасис — одно из сражений во время ирано-византийской войны 540—562 гг., произошедшее в 549 году между войсками Византийской империи и Сасанидского Ирана. Византийский историк Прокопий Кесарийский подробно описал ход сражения в своей «Войне с персами».
После успешной деблокады Петры иранский командующий Михр-Михрой снабдил крепость продовольствием и вывел свои основные войска из Колхиды, так как «оставлять здесь большее количество солдат он не счел нужным, ибо врагов не было видно нигде». У границ Лазики в лагере возле реки Фасис им был оставлен пятитысячный отряд под командованием Фабриза.
Узнав об этом, царь лазов Губаз II послал сказать византийскому командующему стратигу Дагисфею, чтобы тот спешно двинулся к нему, так как представился случай вместе нанести поражение изолированному вражескому отряду. Дагисфей двинулся вперед «со всем римским войском, имея реку Фасис по левую руку, пока не добрался до того места, где на противоположном берегу реки стояли лагерем лазы». Лазы переправились через реку и присоединились к византийцам. Численность объединённых сил дошла до четырнадцати тысяч.
Затем был разбит сасанидский отряд в тысячу человек, отправленный на разведку, и союзники узнали от пленных «размеры персидского войска, расстояние, на котором оно находится, и как обстоят в нем дела».
Совершив марш, войска Дагисфея и Гуваза ночью подошли к иранскому лагерю и ранним утром напали на него. «Поэтому никто из них не успел даже подумать о сопротивлении, но большинство было схвачено и убито, некоторых же неприятелей взяли в плен живыми, в том числе и одного из военачальников, и лишь совеем немногие, бежав под прикрытием темноты, спаслись».
«Продолжая преследование и дальше, они зашли далеко вглубь Ивирии. Встретившись там и с другими персами, они многих поубивали».
Захватив добычу и оставив лазов контролировать проход в ущелье, чтобы не позволять персам доставлять в Петру продовольствие, Дагисфей вернулся назад.